# Vinter-OL 1948
Vinter-OL 1948 eller officielt De V. Olympiske Vinterlege, blev afholdt i 1948 i St. Moritz, Schweiz. St. Moritz afholdt også Vinter-OL 1928. Legene var de første i tolv år, da der ikke blev afholdt vinter-OL under 2. verdenskrig.
På grund af landenes rolle i 2. verdenskrig, fik Tyskland og Japan ikke lov at deltage.

## Højdepunkter
- Den alpine skiløber Henri Oreiller vandt to konkurrencer, styrtløb og alpin kombination. Han blev dermed den første franskmand, der vandt guldmedalje ved vinter-OL. Derudover vandt han bronze i slalom.
- Den svenske langrendsløber Martin Lundström var den eneste anden idrætsmand, der løb med to guldmedaljer. Han sejrede på distancerne 18 km og 4×10 km.
- Barbara Ann Scott blev den første canadier, der vandt guld i kunstskøjteløb, og Dick Button blev den første amerikanske vinder i samme idrætsgren. Derudover blev han den første skøjteløber, der udførte en dobbelt axel ved OL.
- Chile, Danmark, Island, Libanon og Sydkorea deltog for første gang i et vinter-OL.
- Danmarks beskedne delegation på fire deltagere bestod af to aktive, Per Cock-Clausen i kunstskøjteløb og Aage Justesen i hurtigløb, samt to officials, Harry Meistrup som kunstskøjteløbs-dommer og Svend Palle Sørensen (formand for Dansk Skøjte Union) som holdleder.

## Nationer
Legene havde deltagelse af følgende 28 nationer:
| - Argentina - Belgien - Bulgarien - Canada - Chile - Danmark - Finland | - Frankrig - Grækenland - Holland - Island - Italien - Jugoslavien - Libanon | - Liechtenstein - Norge - Polen - Rumænien - Schweiz - Spanien - Storbritannien | - Sverige - Sydkorea - Tjekkoslovakiet - Tyrkiet - Ungarn - USA - Østrig |

## Medaljer
Værtsnation med fed.
| Medaljefordelingen ved vinter-OL 1948 | Medaljefordelingen ved vinter-OL 1948 | Medaljefordelingen ved vinter-OL 1948 | Medaljefordelingen ved vinter-OL 1948 | Medaljefordelingen ved vinter-OL 1948 | OL    |
| Nr.                                   | Land                                  | Guld                                  | Sølv                                  | Bronze                                | Total |
| ------------------------------------- | ------------------------------------- | ------------------------------------- | ------------------------------------- | ------------------------------------- | ----- |
| 1                                     | Norge                                 | 4                                     | 3                                     | 3                                     | 10    |
|                                       | Sverige                               | 4                                     | 3                                     | 3                                     | 10    |
| 3                                     | Schweiz                               | 3                                     | 4                                     | 3                                     | 10    |
| 4                                     | USA                                   | 3                                     | 4                                     | 2                                     | 9     |
| 5                                     | Frankrig                              | 2                                     | 1                                     | 2                                     | 5     |
| 6                                     | Canada                                | 2                                     | 0                                     | 1                                     | 3     |
| 7                                     | Østrig                                | 1                                     | 3                                     | 4                                     | 8     |
| 8                                     | Finland                               | 1                                     | 3                                     | 2                                     | 6     |
| 9                                     | Belgien                               | 1                                     | 1                                     | 0                                     | 2     |
| 10                                    | Italien                               | 1                                     | 0                                     | 0                                     | 1     |
| 11                                    | Tjekkoslovakiet                       | 0                                     | 1                                     | 0                                     | 1     |
|                                       | Ungarn                                | 0                                     | 1                                     | 0                                     | 1     |
| 13                                    | Storbritannien                        | 0                                     | 0                                     | 2                                     | 2     |
| Total                                 | Total                                 | 22                                    | 24                                    | 22                                    | 68    |

## Sportsgrene
Der blev konkurreret i 22 discipliner i fire sportsgrene:
- Bobslæde
  - Bobslæde
  - Sketeton
- Ishockey
- Skiløb
  - Alpint skiløb
  - Nordisk skiløb
- Skøjteløb
  - Hurtigløb på skøjter
  - Kunstskøjteløb

Demonstrationssportsgrene
- Militærpatrulje
- Vinter-femkamp

### Ishockey
Turneringen, der samtidig gjaldt som det 15. VM i ishockey og det 26. EM i ishockey, havde deltagelse af 9 hold, der spillede alle mod alle.
| Slutstilling | Slutstilling    | Kampe | Mål    | Point |
| ------------ | --------------- | ----- | ------ | ----- |
| Guld         | Canada          | 8     | 69-5   | 15    |
| Sølv         | Tjekkoslovakiet | 8     | 80-18  | 15    |
| Bronze       | Schweiz         | 8     | 67-21  | 12    |
| 4.           | USA             | 8     | 86-33  | 10    |
| 5.           | Sverige         | 8     | 55-28  | 8     |
| 6.           | Storbritannien  | 8     | 39-47  | 6     |
| 7.           | Polen           | 8     | 29-97  | 4     |
| 8.           | Østrig          | 8     | 33-77  | 2     |
| 9.           | Italien         | 8     | 24-156 | 0     |
Eftersom USA havde stillet op med professionelle spillere, blev holdet efterfølgende diskvalificeret fra OL-turneringen. Dette gjaldt imidlertid ikke for VM, og dermed blev Sverige nr. 4 ved OL og nr. 5 ved VM.
Se Vinter-femkamp ved vinter-OL 1948